# Aachener Wettersäule

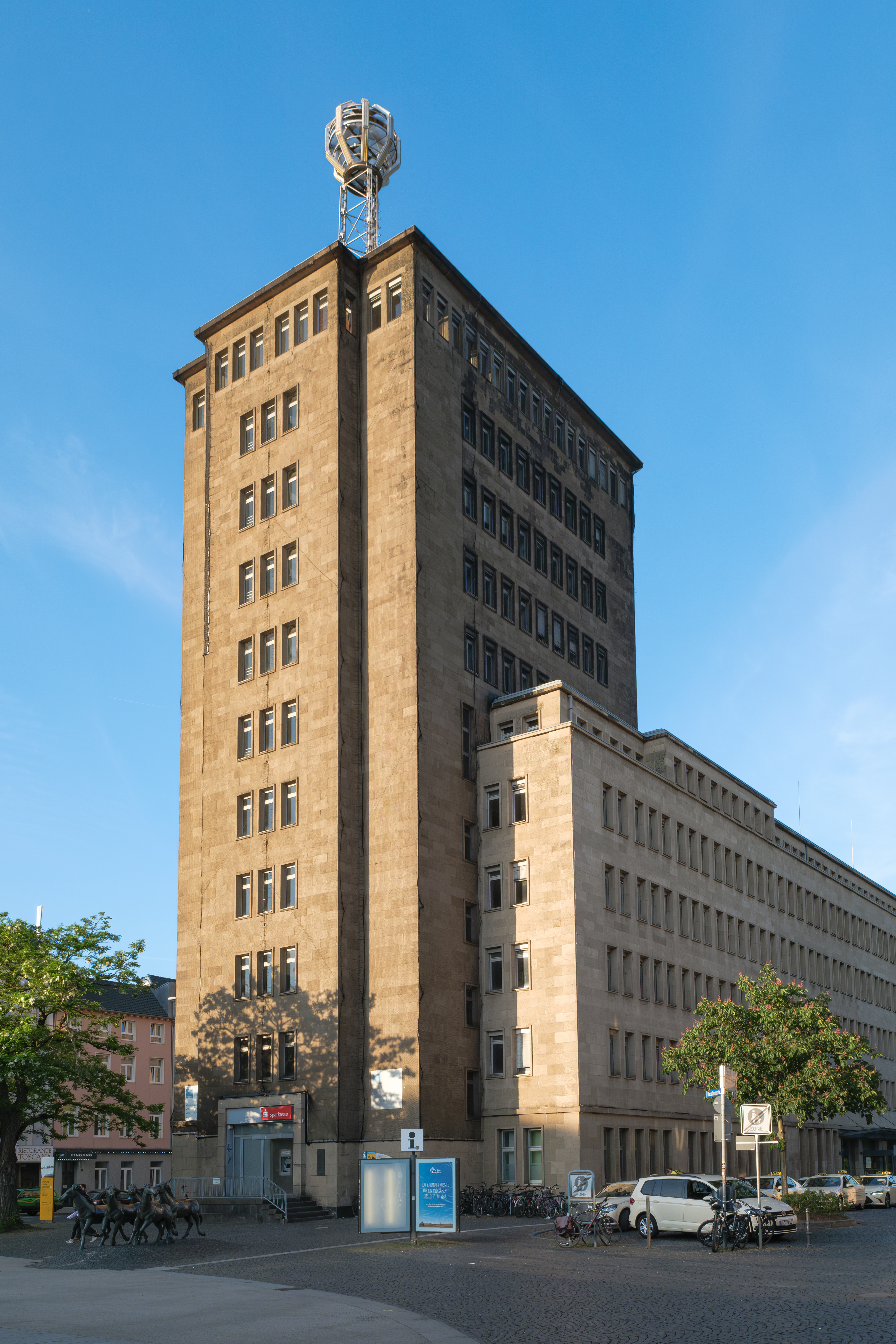
Die Aachener Wettersäule auf dem Hochhaus am Hauptbahnhof

Die Aachener Wettersäule ist eine Leuchtsäule in der Stadt Aachen, die zur Anzeige der aktuellen Wettervorhersage dient. Sie ist die einzige Wettersäule dieser Art in Deutschland und gilt als Touristenattraktion und modernes Wahrzeichen der Stadt Aachen.

## Geschichte
Vorbild für die Aachener Wettersäule war der Weather Star auf dem Dach des 1950 errichteten 26-stöckigen MONY-Hochhauses, 1740 Broadway, New York City, der jedoch nicht mehr zur Anzeige der Wettervorhersage verwendet wird. 1956 gab der Aachener Unternehmer Pongs eine solche Wetteranzeige für Aachen in Auftrag, 1958 wurde sie fertiggestellt und der Stadt Aachen übergeben.
Anfang der 1970er Jahre kam es zu mehreren Ausfällen der Wettersäule, weshalb sie von 1974 bis 1977 abgeschaltet blieb. 1977 übernahmen die Stadtwerke Aachen (STAWAG) die Säule von der Stadt, reparierten sie und setzten sie wieder in Betrieb. 1983 wurde die Wettersäule wieder umfassend restauriert, dabei wurde auch die Fernschaltung erneuert. Im Jahr 2008 wurde erneut eine größere Anzahl Leuchtstoffröhren ausgewechselt. Im Herbst 2018 war die Säule zwei Monate außer Betrieb, währenddessen wurden sämtliche Leuchtstoffröhren ersetzt.

## Aufbau
Die Wettersäule steht auf dem Dach des Hochhaustrakts von Haus Grenzwacht, einem städtischen Verwaltungsgebäude am Hauptbahnhof. Sie ist 11 Meter hoch und erreicht damit eine Höhe von 40 Metern über dem Bahnhofsplatz oder von 222 m ü. NHN. Daher ist sie von vielen Stellen des Stadtgebiets aus gut zu sehen. Die Säule hat ein Metallgerüst mit einem Schaft und einer auf diesem sitzenden Kugel. An dem Metallgerüst sind zur Anzeige der Wettervorhersage insgesamt 180 Leuchtstoffröhren angebracht, am Schaft in Weiß und an der Kugel in den drei Farben Weiß, Gelb und Blau. Auf LED-Technik wurde bislang aus Gründen der Farbechtheit verzichtet. Die Säule ist etwa 4100 Stunden pro Jahr in Betrieb und verbraucht dabei ungefähr 1000 Kilowattstunden.

## Anzeige

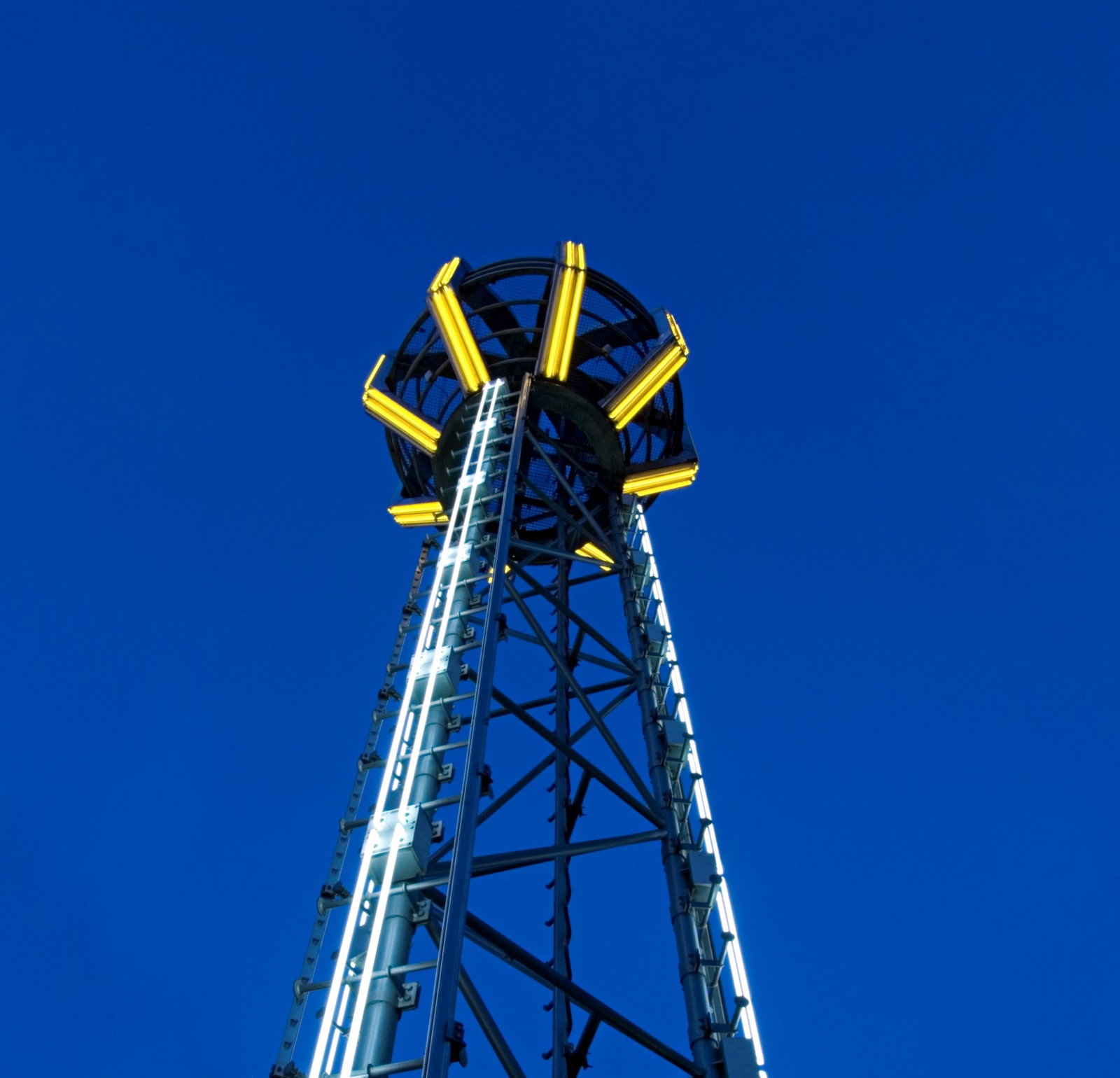
Wettersäule in Betrieb

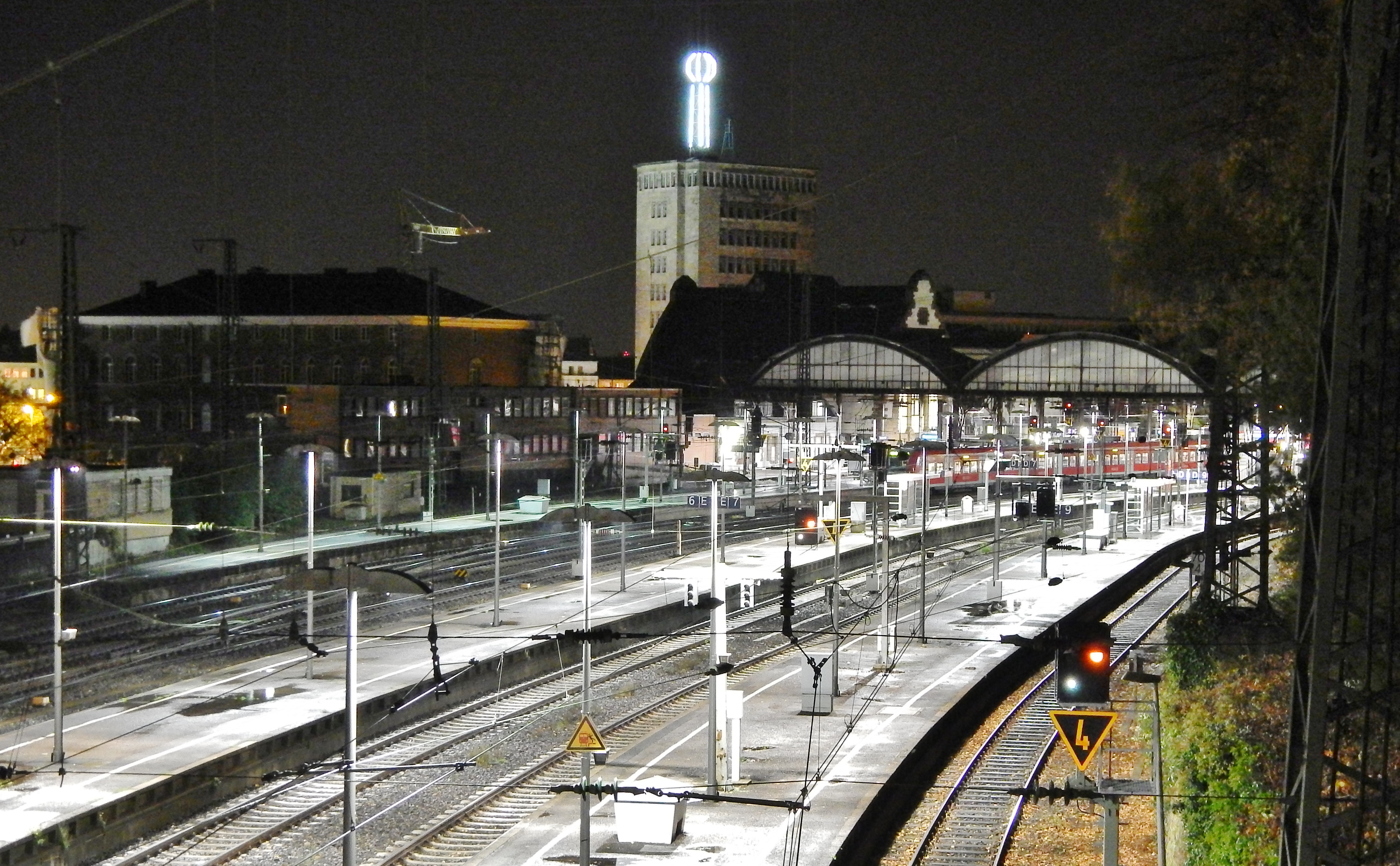
Wettersäule mit Anzeige in Weiß

Die Anzeige des für den nächsten Tag vorhergesagten Wetters erfolgt durch die Leuchtfarbe der Kugel und verschiedene Zeitverläufe des Leuchtens von Kugel und Schaft. Die Anzeige wird von der Netzleitstelle der Stadtwerke Aachen gesteuert, die Daten stammen vom Deutschen Wetterdienst in Essen. Die Säule wird in der Abenddämmerung eingeschaltet und nach Sonnenaufgang wieder ausgeschaltet. Bei der Anzeige bedeutet:
bei der Kugel:
- blaues Licht: heiter bis wolkig, trocken
- gelbes Licht: bedeckt bis bewölkt, ohne Niederschlag
- weißes Licht: Niederschläge (Regen oder Schnee)
- Dauerlicht: beständige Wettertendenz
- Blinklicht: unbeständige Wettertendenz

beim Schaft:
- steigendes Licht: Temperatur steigt
- fallendes Licht: Temperatur fällt
- konstantes Licht: Temperatur bleibt gleich

Insgesamt gibt es also 3 × 2 × 3 = 18 verschiedene Kombinationen, die angezeigt werden können.